# Seberang Palinggam
Seberang Palinggam is een bestuurslaag in het regentschap Padang van de provincie West-Sumatra, Indonesië. Seberang Palinggam telt 3565 inwoners (volkstelling 2010).